# Бурд (сомон)
Бурд (монг.: Бурд) — сомон Уверхангайського аймаку, Монголія. Площа 2,6 тис. км², населення 4,5 тис. Центр сомону селище Онгон лежить за 295 км від Улан-Батора, за 136 км від міста Арвайхера.

## Рельєф
Гори Батхаан уул (2118 м), Чапггат (2035 м), Унегед (1782 м), Багато невеликих озер.

## Клімат
Клімат різко континентальний, щорічні опади 300 мм, середня температура січня −23°С, середня температура липня +16°С.

## Корисні копалини
Запаси графіту, кам'яного вугілля, сланців, мармуру.

## Природа
Водяться олені, кабани, козулі, вовки, лисиці, корсаки. Заповідні місця Батхаан (гора), Монгол елс (Монгольські піски), Ногоон нуур (Зелене озеро).

## Соціальна сфера
Є школа, лікарня, торговельно-обслуговуючі центри.